# گوش‌خراش خالدار
گوش‌خراش خالدار (نام علمی: Ortalis guttata) گونه‌ای از پرندگان تیرهٔ گوش‌خراشان (Cracidae) شامل گوش‌خراش‌ها، گوان‌ها و کاکل‌فری‌ها است. این گونه در بولیوی، برزیل، کلمبیا، اکوادور و پرو یافت می‌شود.